# Underground Sixteen
Underground Sixteen è il ventesimo EP del gruppo musicale statunitense Linkin Park, pubblicato il 21 novembre 2016 dalla Machine Shop Recordings.

## Descrizione
Sedicesimo EP pubblicato dal fan club ufficiale del gruppo, LP Underground, Underground Sixteen contiene dieci demo registrate tra il 2007 e il 2015, tra cui quelle dei singoli Bleed It Out e The Catalyst.

## Tracce
Testi e musiche di Linkin Park.
1. The Catalyst (2010 Demo) – 5:42
2. Can't Hurt Me (2014 Demo) – 3:56
3. Dark Crystal (2015 Demo) – 3:43
4. Air Force One (2015 Demo) – 1:18
5. Bleed It Out (2007 Demo) – 2:47
6. Consequence A (2010 Demo) – 0:53
7. Consequence B (2010 Demo) – 1:27
8. Lies Greed Misery (2010 Demo) – 1:13
9. Burberry (2015 Demo) – 1:00
10. Symphonies of Light Reprise (2010 Demo) – 1:15

## Formazione
Hanno partecipato alle registrazioni, secondo le note di copertina:
Gruppo
- Chester Bennington – voce (tracce 1 e 5)
- Mike Shinoda – voce (tracce 1 e 10), rapping (tracce 5 e 8), tastiera, campionatore
- Brad Delson – chitarra
- Phoenix – basso
- Rob Bourdon – batteria, percussioni
- Joe Hahn – campionatore, giradischi

Produzione
- Rick Rubin – produzione (tracce 1, 5-8, 10)
- Mike Shinoda – produzione, missaggio
- Brad Delson – produzione (tracce 2, 3, 4 e 9)
- Mike Bozzi – mastering